# Temperature
Temperature é uma canção do género reggae e dancehall escrita por Sean Paul para o seu terceiro álbum, The Trinity, lançado em 2005.

## Informações
Temperature foi o terceiro single internacional (segundo single dos Estados Unidos da América) retirado do álbum The Trinity de Sean Paul. A canção foi produzida por Rohan Fuller e teve uma recepção positiva dos críticos da música. Foi lançada no primeiro trimestre de 2006 e atingiu o número um nos Estados Unidos da América nos Melhores 100 da Billboard e tornou-se no terceiro single que atingiu o número um de Sean Paul. Atingiu o Top 10 no Canadá e em França e o Top 20 no Reino Unido (onde ficou em número 11). Na Austrália, o single Temperature estreou-se no número 19, mas subiu até ao número 5 nas semanas seguintes.
O single tornou-se no maior sucesso de Sean Paul nos Estados Unidos da América. Na Austrália também se tornou um grande sucesso, com Sean Paul a fazer entrevistas em diversos programas de televisão. Apesar disso, o single esteve apenas uma semana em primeiro lugar nas tabelas de contagem, ao contrário de Get Busy que permaneceu três semanas no número um. Mesmo assim, Temperature esteve 17 semanas no Top 10 dos Melhores 100 da revista Billboard, o que tornou este single no que passou mais tempo no Top 10 da revista em 2006 até à data de 24 de Julho. Mas acima de tudo isso, Temperature tornou-se no primeiro single de Sean Paul a vender mais de meio milhão em downloads de música digital, o que lhe conferiu o título de Ouro.

## Videoclip
No videoclip deste single, Sean Paul é visto a dançar com dançarinas. A primeira coreografia é feita enquanto esvoaçam folhas pelo ar, remetendo para o Outono. Depois, quando a temperatura se torna mais fria, Sean Paul está na neve com o termómetro congelado, o que remete para o Inverno. A terceira sequência é à chuva e remete para a Primavera. Finalmente, Sean Paul está a espalhar protector solar pela pele num salão onde se vai bronzear, remetendo para o Verão.

## Tops
| Tops (2006) | Melhor Posição |
| --- | -------------- |
| Billboard Melhores 100 dos Estados Unidos da América                                                                                 | 1              |
| Billboard Melhores 100 Canções Pop dos Estados Unidos da América                                                                     | 2              |
| Billboard Melhores Canções Rap dos Estados Unidos da América                                                                         | 2              |
| Billboard Melhores Canções Digitais dos Estados Unidos da América                                                                    | 2              |
| Billboard Melhores Toques de Telemóvel dos Estados Unidos da América                                                                 | 6              |
| Billboard Melhores Canções de R&B/Hip Hop dos Estados Unidos da América                                                              | 7              |
| Billboard Melhores Canções Latinas dos Estados Unidos da América                                                                     | 10             |
| Melhores 30 Singles R&B do Mundo | 1              |
| Melhores 30 Singles de Dance/Trance do Mundo                                                                                         | 4              |
| Melhores 100 Singles do Mundo | 5              |
| Top dos Singles Canadianos | 2              |
| Top dos Singles Polacos | 2              |
| Top dos Singles Franceses | 4              |
| Top 40 Alemão | 6              |
| Top dos Singles do Reino Unido | 11             |
| Top dos Singles Alemães | 14             |
| Top dos Singles Australianos ARIA (Australian Recording Industry Association – Associação das Indústrias Discográficas Australianas) | 5              |
| Top dos Singles Suiços | 10             |
| Top dos Singles Irlandeses | 20             |
| Top dos Singles Australianos | 26             |
| Top dos Singles Belgas | 8              |
| Top dos Singles Suecos | 24             |